# جبل لزرق
جبل لزرق جبل يقع على الشريط الحدودي للجمهورية التونسية مع الجزائر حيث يقع وسط غربي الجمهورية التونسية، شمال غربي مدينة حيدرة من ولاية القصرين. يبلغ ارتفاعه 1063 م.

## مواضيع ذات صلة
- جبال تونس
- ولاية القصرين